# Le Corsage rouge
Le Corsage rouge est un tableau réalisé par Pierre Bonnard en 1925. Cette huile sur toile est le portrait d'une femme en rouge accoudée devant une assiette. Partie des collections du musée d'Orsay, à Paris, elle se trouve en dépôt au musée national d'Art moderne, également à Paris.